# Nadleśnictwo Trzebciny
Nadleśnictwo Trzebciny – jednostka organizacyjna Lasów Państwowych podległa Regionalnej Dyrekcji Lasów Państwowych w Toruniu. Jedno z 27 nadleśnictw w dyrekcji toruńskiej, położone w północno-zachodniej części obszaru jego działania. Leży na terenie dwóch powiatów województwa kujawsko-pomorskiego: tucholskiego oraz świeckiego. Siedziba nadleśnictwa mieści się w miejscowości Trzebciny. Od roku 1994 wraz z sąsiednimi nadleśnictwami tworzy Leśny Kompleks Promocyjny Bory Tucholskie. Całkowita powierzchnia nadleśnictwa to 16 611,13 ha.

## Położenie
Według regionalizacji przyrodniczo-leśnej, obszar Nadleśnictwa Trzebciny leży w III Krainie Wielkopolsko-Pomorskiej w dzielnicach 
- Borów Tucholskich
- Pojezierza Chełmińsko-Dobrzyńskiego

Według regionalizacji fizycznogeograficznej, obszar Nadleśnictwa Trzebciny położony jest w mezoregionach:
- Borów Tucholskich
- Wysoczyzny Świeckiej

## Historia
Pierwsze nadleśnictwo o nazwie Trzebciny zostało utworzone w roku 1880. Lasy nadleśnictwa pozostają wówczas we władaniu władz pruskich. W roku 1925 nadleśnictwo przechodzi w zarząd nowo powstałej Dyrekcji Lasów Państwowych w Bydgoszczy, a w roku 1932 Dyrekcji Lasów Państwowych w Toruniu. 30 września 1961 roku nastąpiła likwidacja nadleśnictwa Trzebciny, a jego obszar zostaje włączony do nadleśnictw: Sarnia Góra, Szarłata, Zalesie (Gołąbek).
1 stycznia 2000 roku następuje powtórne powołanie nadleśnictwa, jednak po trzech latach funkcjonowania zostaje ono zlikwidowane. Obszary leśne zostają dodane do stanu sąsiedniego Nadleśnictwa Osie.
1 stycznia 2007 roku w wyniku Zarządzenia nr 20 z dnia 30.05.2006 r. oraz Zarządzeniem nr 25 z dnia 12.06.2006 r. Dyrektora Generalnego Lasów Państwowych zostaje utworzone ponownie w takiej samej postaci jak przed likwidacją.

## Charakterystyka
Obszar Nadleśnictwa Trzebciny charakteryzuje się wysoką lesistością. Lesistość nadleśnictwa wynosi ok. 92%. Dominującym typem siedliskowym lasu są siedliska borowe (97,8%), przede wszystkim bór świeży i bór mieszany świeży. Dominującym gatunkiem jest sosna pospolita (95,6%). Średni wiek drzewostanu wynosi 68 lat.

## Podział administracyjny
Nadleśnictwo Trzebciny podzielone jest na dwa obręby leśne:
- obręb Sarnia Góra,
- obręb Szarłata,

które z kolei składają się z 13 leśnictw:
- Dębowiec,
- Lisiny,
- Łoboda,
- Pohulanka,
- Siwe Bagno,
- Zazdrość,
- Zimne Zdroje,
- Smolarnia,
- Szklana Huta,
- Wydry,
- Wygoda,
- Zacisze,
- Zalesie.

Wyodrębniona została również szkółka leśna „Wydry”.

## Ochrona przyrody
Na terenach należących do Nadleśnictwa Trzebciny wyznaczono obszary podlegające ustawowym formom ochrony przyrody. W jego granicach utworzony został Wdecki Park Krajobrazowy oraz trzy rezerwaty przyrody:
- Jezioro Ciche,
- Martwe,
- Jezioro Piaseczno.

Prawie 50% powierzchni Nadleśnictwa Trzebciny leży w granicach Śliwickiego Obszaru Chronionego Krajobrazu. W obrębie Nadleśnictwa znajdują się trzy zespoły przyrodniczo-krajobrazowe: 
- Rzeki Prusiny
- Dolina rzeki Ryszki – fragment
- Dolina rzeki Sobińska Struga – fragment

Część powierzchni objęta jest także programem Natura 2000. Na terenie nadleśnictwa uznano 29 użytków ekologicznych oraz 26 pomników przyrody.
W roku 2010 obszar nadleśnictwa stał się częścią nowego rezerwatu biosfery Bory Tucholskie, utworzonego w ramach programu UNESCO „Człowiek i biosfera”.